# 乔希姆·佩尔森
乔希姆·佩尔森（丹麥語：Joachim Persson，1983年5月23日—），丹麥男子羽毛球運動員。

## 簡歷
乔希姆·佩尔森年幼時隨家人移居德國，他在當地參加了一些青年組比賽。直到2002年，他返回丹麥繼續個人的羽毛球生涯。
佩尔森在2019年被揭露涉嫌於2016年賭球、操縱比賽，最終因「未能充分揭露相關細節以配合調查」而遭世界羽聯禁賽18個月以及罰款3萬丹麥克朗，並不得從事羽球相關活動直到2020年9月。
2022年3月，時世界排名第十的丹麥現役球員安德斯·安东森離開國家隊，佩尔森成為其教練。2024年8月，安东森因目睹佩尔森在比賽中下注而解除教練合約並向世界羽聯舉報。

## 主要比賽成績
只列出曾進入準決賽的國際賽事成績：
| 年份   | 賽事                   | 公開賽級別 | 項目     | 拍檔            | 成績   |
| ------ | ---------------------- | ---------- | -------- | --------------- | ------ |
| 2006年 | 歐洲羽毛球錦標賽       | 其他       | 男子單打 | －              | 準決賽 |
| 2006年 | 湯姆斯盃               | 其他       | 男子團體 | －              | 亞軍   |
| 2007年 | 碧特博格羽毛球大獎賽   | 大獎賽     | 男子單打 | －              | 準決賽 |
| 2008年 | 歐洲羽毛球錦標賽       | 其他       | 男子單打 | －              | 亞軍   |
| 2008年 | 日本羽毛球超級賽       | 超級賽     | 男子單打 | －              | 準決賽 |
| 2008年 | 保加利亞羽毛球大獎賽   | 大獎賽     | 男子單打 | －              | 冠軍   |
| 2008年 | 丹麥羽毛球超級賽       | 超級賽     | 男子單打 | －              | 亞軍   |
| 2010年 | 波蘭羽毛球國際賽       | 國際挑戰賽 | 男子單打 | －              | 準決賽 |
| 2010年 | 法國羽毛球超級賽       | 超級賽     | 男子單打 | －              | 亞軍   |
| 2012年 | 西班牙羽毛球公開賽     | 國際挑戰賽 | 男子單打 | －              | 準決賽 |
| 2012年 | 捷克羽毛球國際賽       | 國際挑戰賽 | 男子單打 | －              | 冠軍   |
| 2013年 | 西班牙羽毛球公開賽     | 國際挑戰賽 | 男子單打 | －              | 亞軍   |
| 2013年 | 加拿大羽毛球國際挑戰賽 | 國際挑戰賽 | 男子單打 | －              | 亞軍   |
| 2013年 | 比利時羽毛球國際賽     | 國際挑戰賽 | 男子單打 | －              | 準決賽 |
| 2014年 | 西班牙羽毛球公開賽     | 國際挑戰賽 | 男子單打 | －              | 冠軍   |
| 2014年 | 巴西羽毛球大獎賽       | 大獎賽     | 混合雙打 | 萨布丽娜·贾奎特 | 準決賽 |
| 2014年 | 哈爾科夫羽毛球國際賽   | 國際挑戰賽 | 男子單打 | －              | 亞軍   |
| 2014年 | 比利時羽毛球國際賽     | 國際挑戰賽 | 男子單打 | －              | 準決賽 |
| 2014年 | 捷克羽毛球國際賽       | 國際挑戰賽 | 男子單打 | －              | 亞軍   |
| 2014年 | 愛爾蘭羽毛球公開賽     | 國際挑戰賽 | 男子單打 | －              | 準決賽 |
| 2017年 | 哈爾科夫羽毛球國際賽   | 國際挑戰賽 | 混合雙打 | 埃米莉·尤尔     | 準決賽 |
| 2018年 | 哈爾科夫羽毛球國際賽   | 國際挑戰賽 | 男子單打 | －              | 準決賽 |

| 2007-2017年 | 首要超級賽 | 超級賽 | 黃金大獎賽 | 大獎賽 | 國際挑戰賽 | 國際系列賽 | 未來系列賽 | 其他 |

| 2018-2026年 | 總決賽 | 超級1000賽 | 超級750賽 | 超級500賽 | 超級300賽 | 超級100賽 | 國際挑戰賽 | 國際系列賽 | 未來系列賽 | 其他 |

### 奧運會和世錦賽參賽紀錄
|          | 2006 | 2007 | 2008 | 2009 |
| -------- | ---- | ---- | ---- | ---- |
| 男子單打 | 16強 | －   | －   | 64強 |